# Джойс, Дэвид Оливер
Дэ́вид О́ливер Джойс (англ. David Oliver Joyce; род. 12 февраля 1987, Маллингар) — ирландский боксёр, представитель лёгкой и полулёгкой весовых категорий. Выступал за сборную Ирландии по боксу в период 2005—2016 годов, победитель и призёр многих турниров международного значения, многократный чемпион ирландского национального первенства, участник летних Олимпийских игр в Рио-де-Жанейро. С 2017 года боксирует на профессиональном уровне.

## Биография
Дэвид Оливер Джойс родился 12 февраля 1987 года в городе Маллингар графства Уэстмит, Ирландия. Рос в боксёрской семье, проходил подготовку в местном зале St. Michael's Athy Boxing Club. Его двоюродные братья Джон Джо Джойс и Джозеф Уорд тоже занимались боксом и тоже стали достаточно известными боксёрами.

### Любительская карьера
Начиная с 2003 года состоял в юниорской сборной Ирландии по боксу, неоднократно принимал участие в европейских и мировых первенствах среди юниоров. В 2005 году впервые одержал победу в легчайшем весе в зачёте взрослого чемпионата Ирландии.
В 2007 году выиграл ирландское национальное первенство в полулёгком весе, побывал на чемпионате мира в Чикаго.
В 2008 году вновь был лучшим на чемпионате Ирландии, выиграл первенство Европейского Союза. Пытался пройти отбор на летние Олимпийские игры в Пекине, однако на двух европейских олимпийских квалификациях выступил неудачно. Боксировал и на чемпионате Европы в Ливерпуле, где на стадии четвертьфиналов был остановлен представителем Украины Василием Ломаченко.
На чемпионате Ирландии 2009 года занял второе место, уступив в финале Карлу Фрэмптону. При этом снова одержал победу на первенстве Европейского Союза, выступил на мировом первенстве в Милане, проиграв в 1/16 финала мексиканцу Оскару Вальдесу.
В сезоне 2010/11 принимал участие в матчевых встречах лиги World Series of Boxing, представляя турецкую команду из Стамбула. Участвовал в чемпионате мира в Баку. Пройти отбор на Олимпийские игры 2012 года в Лондоне не смог — на европейской олимпийской квалификации в Трабзоне в четвертьфинале лёгкого веса проиграл литовцу Эвальдасу Пятраускасу.
Снова стал чемпионом Ирландии в 2014 году, одолев всех оппонентов в лёгкой весовой категории. Кроме того, победил на чемпионате Европейского Союза в Софии, взял бронзу на Мемориале Феликса Штамма в Варшаве и золото на Кубке химии в Галле.
В 2016 году в очередной раз выиграл ирландское национальное первенство, занял третье место на европейской олимпийской квалификации в Самсуне и тем самым прошёл отбор на Олимпийские игры в Рио-де-Жанейро. На Играх, выступая в категории до 60 кг, благополучно прошёл первого соперника по турнирной сетке, тогда как во втором бою единогласным решением судей потерпел поражение от представлявшего Азербайджан Альберта Селимова.

### Профессиональная карьера
Сразу по окончании Олимпиады Джойс покинул расположение ирландской сборной и в июне 2017 года успешно дебютировал на профессиональном уровне.

### Статистика профессиональных боёв
В таблице перечислены результаты всех поединков боксёров.
В каждой строке указан результат поединка. Дополнительно номер поединка обозначен цветом, который обозначает итог поединка. Расшифровка обозначений и цветов представлена в нижеследующей таблице.
| Пример | Расшифровка                     |
| ------ | ------------------------------- |
|        | Победа                          |
|        | Ничья                           |
|        | Поражение                       |
|        | Планируемый поединок            |
|        | Поединок признан несостоявшимся |
| КО     | Нокаут                          |
| ТКО    | Технический нокаут              |
| PTS    | Решение судей (по очкам)        |
| UD     | Единогласное решение судей      |
| MD     | Решение большинства судей       |
| SD     | Раздельное решение судей        |
| RTD    | Отказ от продолжения боя        |
| DQ     | Дисквалификация                 |
| NC     | Поединок признан несостоявшимся |

| 11 поединков, 11 побед (6 нокаутом), 1 поражение | 11 поединков, 11 побед (6 нокаутом), 1 поражение | 11 поединков, 11 побед (6 нокаутом), 1 поражение | 11 поединков, 11 побед (6 нокаутом), 1 поражение | 11 поединков, 11 побед (6 нокаутом), 1 поражение | 11 поединков, 11 побед (6 нокаутом), 1 поражение | 11 поединков, 11 побед (6 нокаутом), 1 поражение                                                                 | 11 поединков, 11 побед (6 нокаутом), 1 поражение |
| Бой                                              | Рекорд                                           | Дата боя                                         | Соперник                                         | Место проведения боя                             | Раундов, время                                   | Дополнительно |                                                  |
| ------------------------------------------------ | ------------------------------------------------ | ------------------------------------------------ | ------------------------------------------------ | ------------------------------------------------ | ------------------------------------------------ | --- | ------------------------------------------------ |
| 12                                               | 11-1                                             | 4 октября 2019                                   | Ли Вуд (22-1)                                    | Йорк-холл, Бетнал-Грин, Лондон, Англия           | TKO 9 (10)                                       | Бой за титул чемпиона WBO European в полулёгком весе (1-я защита Джойса). Джойс в нокдауне во 2-м и 7-м раундах. |                                                  |
| 11                                               | 11-0                                             | 6 июля 2019                                      | Брейлор Теран (27-17-1)                          | Барыс Арена, Нур-Султан, Казахстан               | UD (10)                                          | Счёт: 100-89, 100-86, 100-87.                                                                                    |                                                  |
| 10                                               | 10-0                                             | 5 апреля 2019                                    | Стивен Тифни (10-1)                              | Emirates Golf Club, Дубай, ОАЭ                   | TKO 7 (10)                                       | Бой за вакантный титул чемпиона WBO European в полулёгком весе.                                                  |                                                  |
| 9                                                | 9-0                                              | 27 октября 2018                                  | Хорхе Рохас Сакасонтетль (4-4-1)                 | Мэдисон-сквер-гарден, Нью-Йорк, США              | UD (8)                                           | Счёт: 58-53, 58-53, 58-54.                                                                                       |                                                  |
| 8                                                | 8-0                                              | 24 августа 2018                                  | Артуро Лопес (5-4-3)                             | Emirates Arena, Глазго, Шотландия                | TKO 6 (8)                                        | |                                                  |
| 7                                                | 7-0                                              | 21 апреля 2018                                   | Джордан Эллисон (9-13)                           | SSE Arena, Белфаст, Северная Ирландия            | TKO 6 (8)                                        | |                                                  |
| 6                                                | 6-0                                              | 10 февраля 2018                                  | Любен Тодоров (3-0)                              | Devenish Complex, Белфаст, Северная Ирландия     | TKO 2 (6)                                        | |                                                  |
| 5                                                | 5-0                                              | 18 ноября 2017                                   | Рейналдо Кахина (14-45-5)                        | SSE Arena, Белфаст, Северная Ирландия            | RTD 3 (6)                                        | |                                                  |
| 4                                                | 4-0                                              | 21 октября 2017                                  | Энди Харрис (3-52-1)                             | SSE Arena, Белфаст, Северная Ирландия            | TKO 1 (4)                                        | |                                                  |
| 3                                                | 3-0                                              | 16 сентября 2017                                 | Иван Годор (20-45-4)                             | Devenish Complex, Белфаст, Северная Ирландия     | PTS (6)                                          | Счёт: 60-54. |                                                  |
| 2                                                | 2-0                                              | 22 июля 2017                                     | Лестер Кантильяно (3-5)                          | Brentwood Centre, Брентвуд, Эссекс, Англия       | TKO 3 (6)                                        | |                                                  |
| 1                                                | 1-0                                              | 17 июня 2017                                     | Габор Ковач (7-3)                                | Waterfront Hall, Белфаст, Северная Ирландия      | TKO 2 (6)                                        | |                                                  |